# Кејт Бристол
Кејт Бристол (енгл. Kate Bristol, рођена 1. маја 1990) је америчка гласовна глумица.

## Филмографија
- Винкс - Шајни, Мјуза (Сезон 7)
- Покемон - Астрид, Џесика
- Фруц Баскет - Киса